# Солёные шоколадные яйца Шефа
«Солёные шоколадные яйца Шефа» (англ. Chef's Chocolate Salty Balls) — 9 эпизод 2 сезона (№ 22) сериала «Южный парк», его премьера состоялась 19 августа 1998 года.

## Сюжет
Эпизод начинается в Парк-Сити, Юта, в разгар фестиваля независимого кино «Сандэнс». Основатель фестиваля, Роберт Редфорд, находит, что Парк-Сити испорчен засильем голливудских воротил и духом коммерции, поэтому он принимает решение перенести Кинофестиваль Сандэнс в следующем году в небольшой горный городок Саут-Парк, Колорадо.
Кинофестиваль Сандэнс переезжает в Саут-Парк, который немедленно наводняют голливудские туристы. Мистер Гаррисон даёт каждому ученику своего класса задание посмотреть один фильм независимой студии и написать сочинение. Той же ночью Кайл, сидя на унитазе в туалете, слышит голос мистера Хэнки, доносящийся из унитаза. Он приходит к выводу, что, возможно, мистер Хэнки в беде и нуждается в помощи.
Шеф открывает палатку, где начинает с не слишком успешной торговли вафлями собственного изготовления, но вскоре совершает бизнес-прорыв со своими «Шоколадными солёными яйцами Шефа».
Кайл убеждает Стэна, Картмана, и Кенни помочь ему в поисках мистера Хэнки; вместе они спускаются в канализацию и находят его. Мистер Хэнки рассказывает, что его существование в городской канализации поставлено под угрозу из-за наплыва туристов из Голливуда, которые своей многочисленностью и пристрастием к вегетарианской кухне нарушили «хрупкое экологическое равновесие» в канализации. В итоге Хэнки заболел и предвидит свою близкую смерть.
Кайл с друзьями появляются перед зрителями на одной из фестивальных премьер. Кайл призывает гостей фестиваля покинуть город, объясняя что их присутствие губительно для Мистера Хэнки, но голливудские знаменитости принимают его рассказ за попытку продать удачный сценарий и наперебой предлагают купить идею. Картман охотно соглашается подписать контракт о продаже прав на историю Кайла.
Жители Саут-Парка начинают чувствовать, что фестиваль разрушает привычный уклад их жизни; даже продажи «Солёных шоколадных яиц Шефа» падают. Помощница Роберта Редфорда видит, что Саут-Парк повторяет историю Парк-Сити, теряя своё обаяние тихого и уютного горного городка под напором шумных толп пришельцев из Калифорнии. Роберт Редфорд открывает ей, что всё это входило в его план, продиктованный завистью голливудской звезды к мирной жизни провинциальных городков.
Тем же вечером на фестивале проходит премьера фильма, основанного на «переработанном» Картманом рассказе Кайла с Томом Хэнксом в роли Кайла и с обезьяной в роли мистера Хэнки. Картман неодобрительно отзывается об актёрских способностях Тома Хэнкса, но неплохо зарабатывает на продажах футболок с изображением мистера Хэнки.
Кайл показывает умирающего мистера Хэнки Роберту Редфорду в надежде убедить его покинуть город; но вид уже почти засохшего куска дерьма ни в чём его не убеждает. В тяжёлом состоянии мистера Хэнки помещают в реанимацию, где уже оплакивающие его кончину Шеф и Кайл становятся свидетелями чудесного исцеления Хэнки, совершённого «Шоколадным яйцом Шефа», которое Шеф вкладывает в рот рождественской какашке в надежде облегчить его последние страдания.
Роберт Редфорд объявляет, что в следующем году фестиваль вернётся в Саут-Парк. Дети, Шеф и мистер Хэнки просят его найти какой-либо другой город для проведения фестиваля. В своей речи, обращённой к жителям Саут-Парка, мистер Хэнки подвергает критике сам формат проведения современных кинофестивалей, отмечая, что коммерческая составляющая фестивалей зачастую заслоняет то главное, ради чего они проводятся — кино. После того, как отказавшийся изменить свои намерения Роберт Редфорд пытается убить мистера Хэнки ударом об стену, Хэнки чудесным образом преображается в фекального чародея (магическое облачение мистера Хэнки — очевидная аллюзия на канонический образ Микки Мауса) и обрушивает на слишком назойливых гостей города и фестивальную инфраструктуру тонны фекалий из канализации. Участники фестиваля во главе с Робертом Редфордом спасаются бегством, а построенные ими отели и казино рушатся под напором кала — город освобождён, а залитые человеческими отбросами с ног до головы местные жители радуются своему избавлению от навязанного им фестивалем стиля жизни.

## Смерть Кенни
Кенни стоит в дверях кинозала. Внезапно открываются двери и толпа зрителей, ничего не видя, затаптывает Кенни насмерть. После этого между двумя последними зрителями происходит следующий обмен репликами: «О Боже мой! Я нашел пенни!» — «Ты, сволочь!»

## Пародии
- Перед смертью Мистер Хэнки говорит «Есть ещё один Скайуокер», что в точности повторяет предсмертные слова Йоды из шестого эпизода Звездных Войн «Возвращение Джедая».
- Сцена, где Мистер Хэнки облачается в костюм волшебника и затапливает город фекалиями, отсылает к одному из мультфильмов в «Фантазии», который называется «Ученик чародея», где Микки Маус (играющий роль ученика) управляет водной стихией.
- В сцене, где ребята ищут в канализации мистера Говняшку, Картман говорит: "Это глупо. Мы кто по вашему, Балбесы?", на что Кайл отвечает: "Да, Картман. Там был один жирный, прям как ты", что является отсылкой на фильм «Балбесы» 1985 года, а именно на персонажа Лоуренса Коэна, который имел прозвище "Чанк (Толстяк)".

## Факты
- В этом эпизоде появляются инопланетяне. Одного из них можно заметить сидящим в кинозале во время одного из показов, другой выбегает из кинотеатра вместе с убивающей Кенни толпой.
- В эпизоде Картман заявляет, что все независимые фильмы — о «ковбоях-педиках, жрущих пудинг», таким образом предсказывая сюжет фильма «Горбатая гора», вышедшего на экраны 7 лет спустя. Трей Паркер даже шутил: «Если там кто-нибудь будет есть пудинг — мы их засудим![1]».
- Филлис озвучивает Тодди Уолтерс.